# Evangelische Kirche (Pomorzowice)

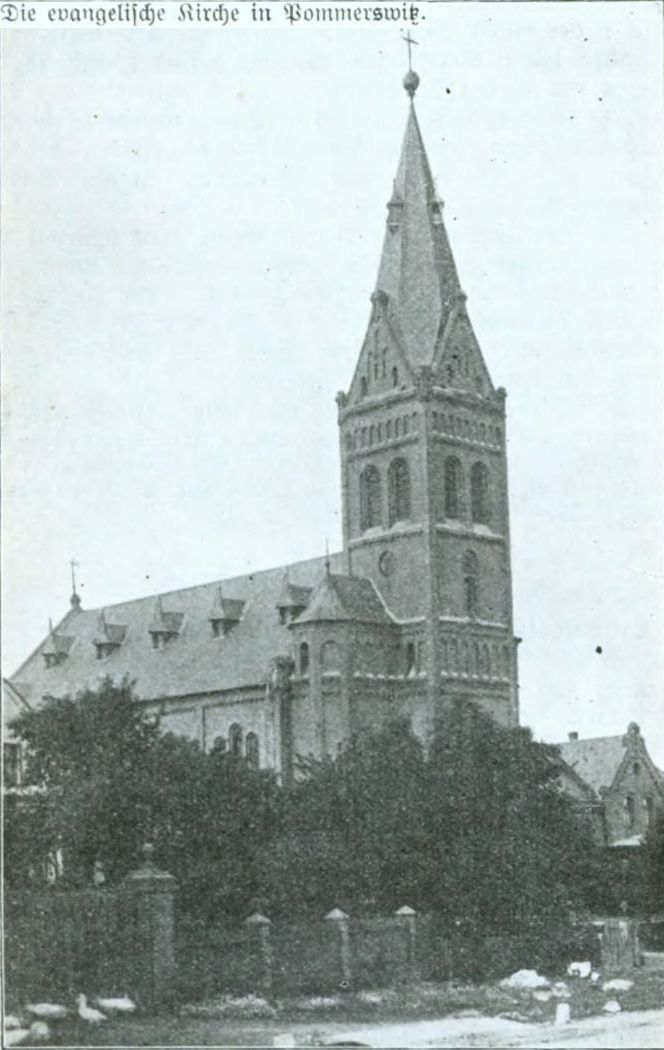
Evangelische Kirche um 1910

Die Evangelische Kirche (poln. Kościół ewangelicki) war ein Kirchengebäude im schlesischen Dorf Pomorzowice (deutsch Pommerswitz) im Powiat Głubczycki (Landkreis Leobschütz). Die Kirche stand an der Hauptstraße gegenüber der katholischen Pfarrkirche St. Johannes.

## Geschichte
1532 hielt die Reformation Einzug in Pommerswitz. 1629 wurde das Dorf wieder katholisch, jedoch blieb mehr als die Hälfte der Bewohner evangelisch. 1730 ging die Dorfkirche an die protestantische Gemeinde über, welche die Kirche bis 1740 nutzen konnte. Danach ging das Gotteshaus wieder an die katholische Gemeinde über. Erst nachdem Schlesien zu Preußen gekommen war, wurde der Bau einer evangelischen Gemeinde beschlossen. Pommerswitz wurde von Johann Albrecht Schüssler, Pfarrer der Christuskirche in Neustadt, übernommen. Bis 1743 erfolgte der Bau einer evangelischen Kirche in Pommerswitz. Als Bauplatz diente ein Grundstück gegenüber der katholischen Pfarrkirche.
Nach Vertreibung der Bewohner von Pommerswitz nach 1945 wurde das evangelische Gotteshaus nicht mehr genutzt. In den 1950er Jahren wurde der Kirchenbau abgerissen.